# Wallfahrtskirche Maria Schnee (Kirchbrunn)

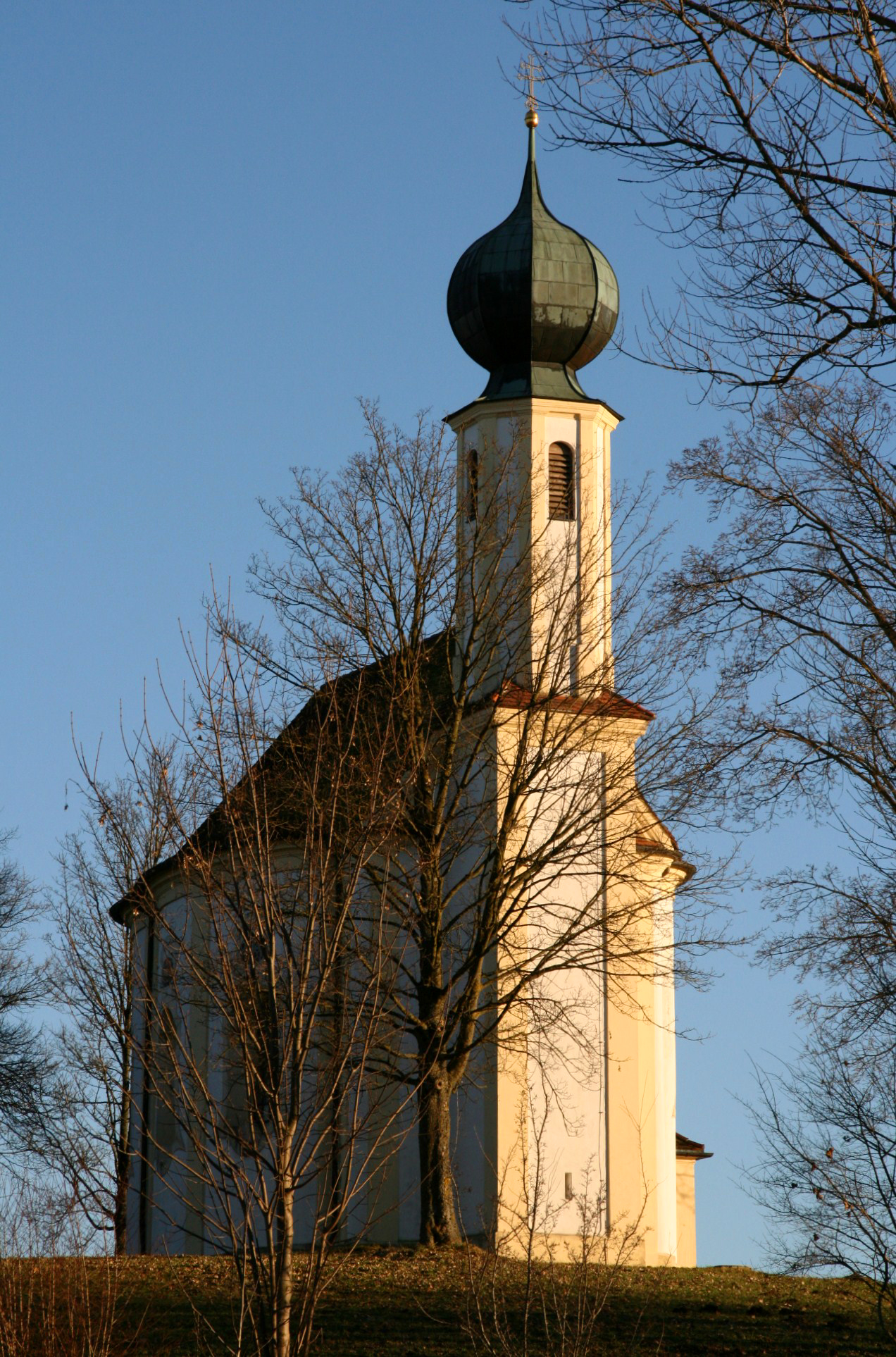
Wallfahrtskirche Maria Schnee, Heldenstein (Kirchbrunn)

Die Wallfahrtskirche Maria Schnee ist die römisch-katholische Dorfkirche von Kirchbrunn, einem Ortsteil der Gemeinde Heldenstein in Oberbayern.

## Geschichte
Die Kirche wurde zwischen 1760 und 1762 in freier Lage auf Geheiß von Propst Patritius Zwick von Au errichtet. Ihre Weihe erfolgte 1762 durch den Salzburger Fürstbischof Sigismund von Schrattenbach. 1984 wurde sie umfassend restauriert.

## Beschreibung
Maria Schnee ist ein kleiner spätbarocker Zentralbau. Der eingezogene Chor besteht aus einer unregelmäßig gekrümmten Apsis. Die Nord- und Südseite des Hauptraumes sind ausgebogen. Seine Wände werden durch eingezogenen Pfeiler mit vorgelagerten korinthischen Pilastern gegliedert. Überdeckt wird er von einem Muldengewölbe mit Stichkappen.
Die Fassade der Kirche und des an der Westseite aufgesetzten Dachreiters ist mit Lisenen gegliedert. Das Glockengeschoss ist von oktogonaler Grundform und wird von einer typisch barocken Zwiebelhaube abgeschlossen.
Etwas weiter, die Asphaltstraße abwärts, befinden sich die überdachte „Quelle“ und ein Kruzifix.